# Messidor (ópera)

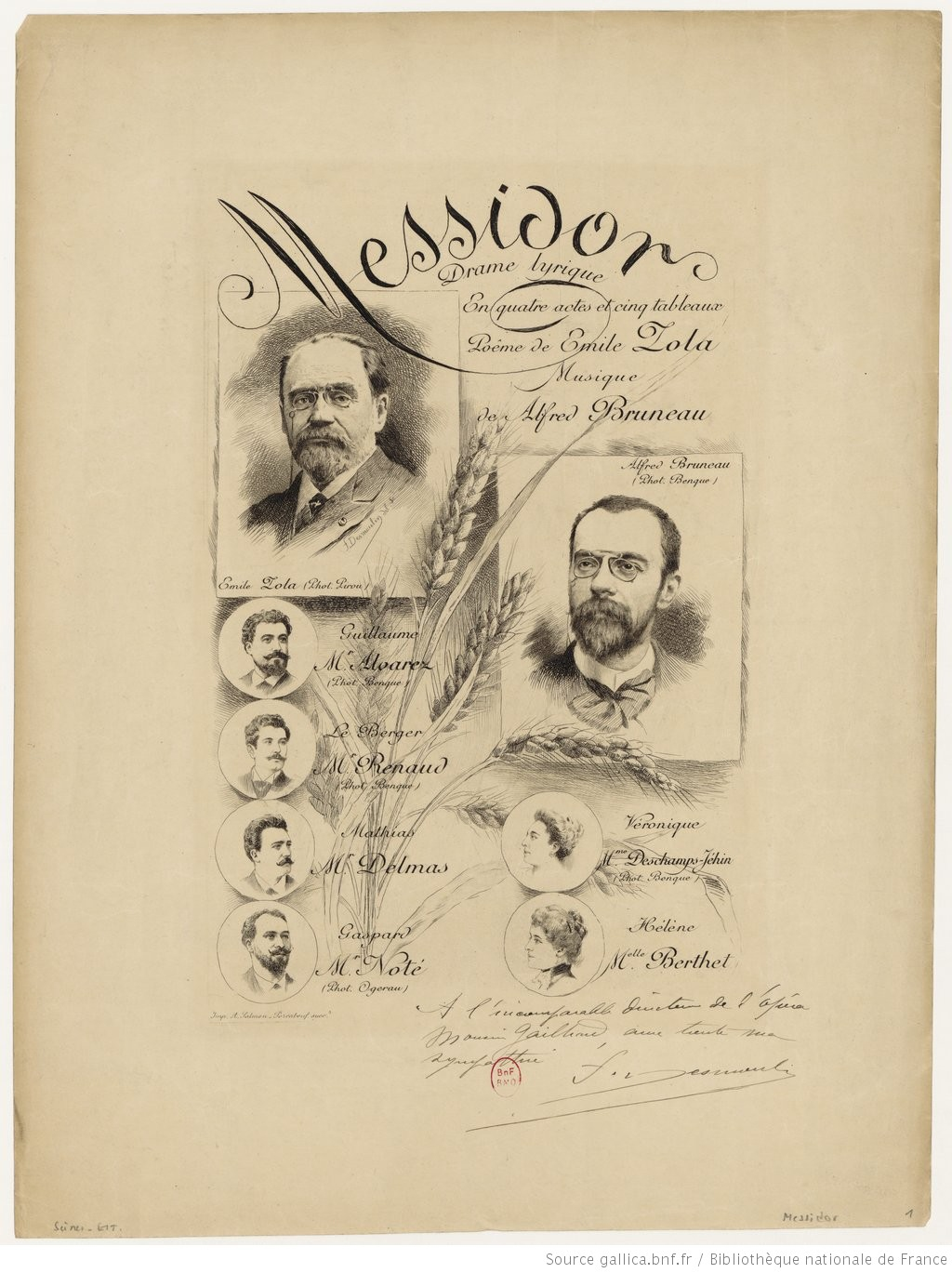
Manuscrito dedicado del artista F. Desmoulin al director de la Ópera Pedro Gailhard

Messidor es un "drama lírico" operístico en cuatro actos con música de Alfred Bruneau y libreto en francés de Émile Zola. La ópera se estrenó el 19 de febrero de 1897 en el Palais Garnier de París. La ópera toma su nombre del décimo mes del calendario republicano francés.

## Personajes
| Personaje                     | Tesitura  | Reparto del estreno, 19 de febrero de 1897 |
| ----------------------------- | --------- | ------------------------------------------ |
| Gaspard                       | bajo      | Jean Noté                                  |
| Guillaume                     | tenor     | Albert Álvarez                             |
| Mathias, primo de Guillaume   | barítono  | Jean-François Delmas                       |
| Véronique, madre de Guillaume | contralto | Blanche Deschamps-Jéhin                    |
| Hélène, hija de Gaspard       | soprano   | Lucy Berthet                               |